# Argences
Argences is een gemeente in het Franse departement Calvados (regio Normandië). De plaats maakt deel uit van het arrondissement Caen. 
In de gemeente ligt het gesloten spoorwegstation Argences. De spoorweghalte Moult-Argences ligt op het grondgebied van de aanpalende gemeente Moult-Chicheboville.
Argences telde op 1 januari 2022 3.940 inwoners.

## Geografie
De oppervlakte van Argences bedroeg op 1 januari 2022 9,76 vierkante kilometer; de bevolkingsdichtheid was toen 403,7 inwoners per km².
De onderstaande kaart toont de ligging van Argences met de belangrijkste infrastructuur en aangrenzende gemeenten.

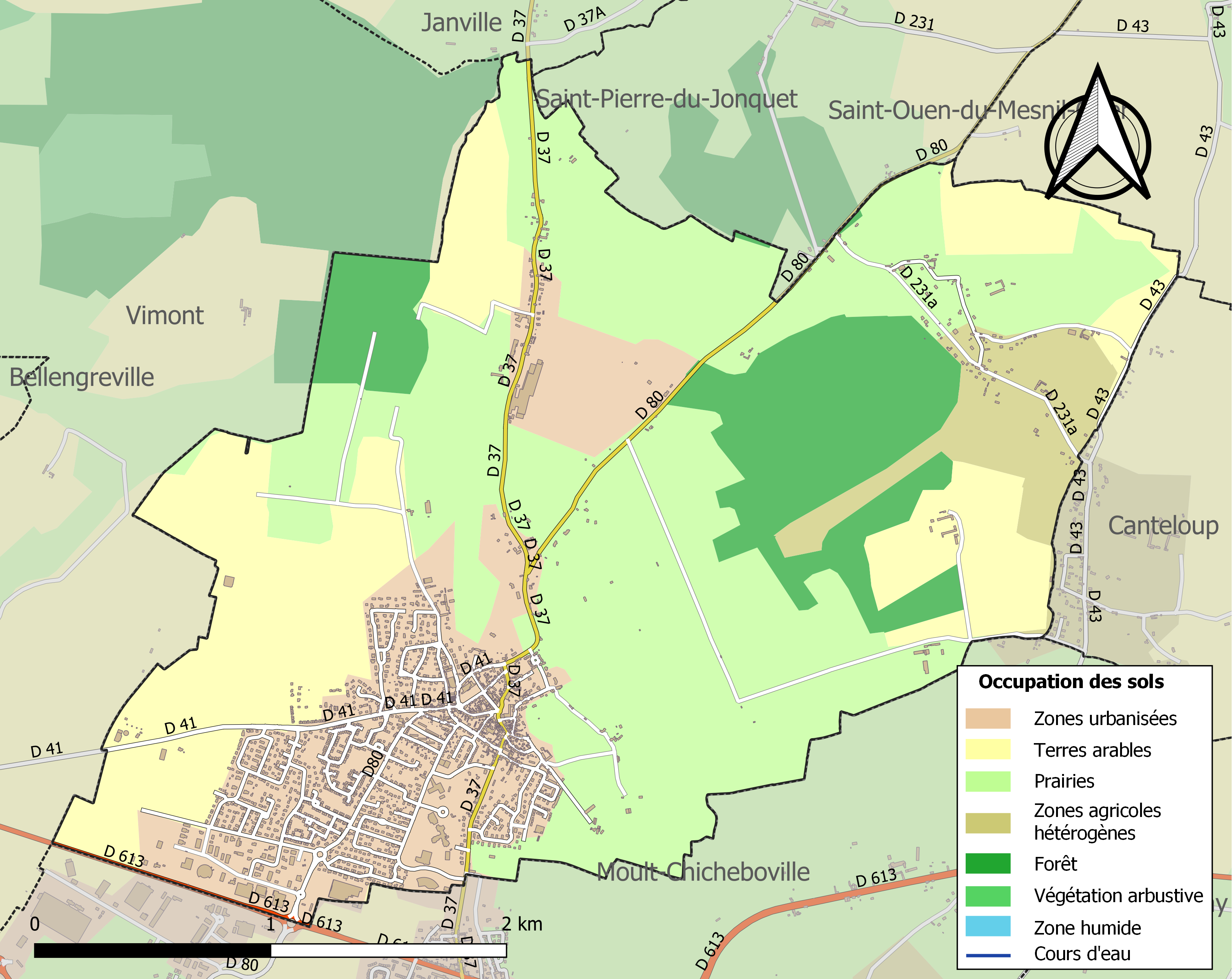

## Demografie
Onderstaande figuur toont het verloop van het inwonertal (bron: INSEE-tellingen).

Vanwege een beveiligingsprobleem met de MediaWiki Graph-software is het momenteel niet mogelijk deze grafiek weer te geven. Zodra de software is bijgewerkt zal de grafiek vanzelf weer zichtbaar worden.